# Équipe d'Irlande de rugby à XV au Tournoi des Six Nations 2009
L'équipe d'Irlande a remporté le Tournoi des Six Nations 2009 en réalisant un Grand Chelem (cinq victoires en cinq matchs). Il s'agit du second Grand Chelem réussi par l'équipe d'Irlande dans le tournoi, il vient après celui remporté en 1948.
Il s'agit du premier Grand Chelem des Irlandais dans un Tournoi à six nations, avec un palmarès offensif de 12 essais, 11 transformations, 10 pénalités et 3 drops.

## L'équipe type
La charnière et le cinq de devant sont formés uniquement de joueurs du Munster, qui jouent ensemble au haut niveau depuis de nombreuses années. Declan Kidney les a d'ailleurs dirigés et conduits à deux titres de Champions d'Europe en 2006, 2008, avec le Munster. le sélectionneur s'est appuyé sur le même groupe, il a seulement procédé à des changements de titulaires lors du quatrième match.

## Résultats des matchs

### Irlande-France
Résultat
| Équipes            | Irlande - France |
| Score              | 30 - 21 (13-10) |
| Date               | 7 février 2009 |
| Stade              | Croke Park, Dublin |
| Arbitre            | Nigel Owens |
| Évolution du score | 3-0, 3-7, 6-7, 13-7, 13-10, 20-10, 20-15, 20-18, 27-18, 27-21, 30-21                                                                                  |
| Irlande            | 3 essais de J.Heaslip (35e), B.O'Driscoll (43e), G.D'Arcy (66e) 3 transformations de R.O'Gara (36e, 44e, 66e) 3 pénalités de R. O'Gara (2e, 17e, 78e) |
| France             | 2 essais de I.Harinordoquy (14e), M.Médard (47e) 1 transformation de L.Beauxis (15e) 2 drops de L.Beauxis (40e, 53e) 1 pénalité de L.Beauxis (76e)    |

Résumé
Les Irlandais ouvrent le score par une pénalité de Ronan O'Gara (2e), les Français répondent par un essai de Imanol Harinordoquy avec transformation de Lionel Beauxis (7-3). L'Irlande réduit son retard par une pénalité de Ronan O'Gara (7-6), puis prend l'avantage par un essai de son troisième ligne-centre Jamie Heaslip qui perce et slalome au centre de la défense française, O'Gara transforme l'essai (13-7). Lionel Beauxis marque un drop juste avant la fin de la première mi-temps (13-10).
Brian O'Driscoll perce la défense française en début de 2e mi-temps et marque un essai transformé par O'Gara (20-10). Les Français répliquent par un essai de Maxime Médard sur passe au pied de Lionel Beauxis. Ce dernier réduit l'écart par un drop (20-18). après un travail en force des avants irlandais, Gordon D'Arcy marque le 3e essai de l'équipe irlandaise (27-18). Beauxis réduit l'écart par une pénalité à la 76e, mais O'Gara réussit également une pénalité à la 78e. Le match se termine ainsi sur une victoire des Irlandais sur le score de 30 à 21.
Composition des équipes
- Irlande
  - Titulaires : 15 Rob Kearney, 14 Tommy Bowe, 13 Brian O'Driscoll (cap.), 12 Paddy Wallace, 11 Luke Fitzgerald, 10 Ronan O'Gara, 9 Tomas O'Leary, 8 Jamie Heaslip, 7 David Wallace, 6 Stephen Ferris, 5 Paul O'Connell, 4 Donncha O'Callaghan, 3 John Hayes, 2 Jerry Flannery, 1 Marcus Horan.
  - Remplaçants : 16 Rory Best, 17 Tom Court, 18 Malcolm O'Kelly, 19 Denis Leamy, 20 Peter Stringer, 21 Gordon D'Arcy, 22 Geordan Murphy
  - Entraîneur : Declan Kidney
- France
  - Titulaires : 15 Clément Poitrenaud, 14 Julien Malzieu, 13 Florian Fritz, 12 Yannick Jauzion, 11 Maxime Médard, 10 Lionel Beauxis, 9 Sébastien Tillous-Borde, 8 Imanol Harinordoquy, 7 Fulgence Ouedraogo, 6 Thierry Dusautoir, 5 Sébastien Chabal, 4 Lionel Nallet (cap.), 3 Benoît Lecouls, 2 Dimitri Szarzewski, 1 Lionel Faure.
  - Remplaçants : 16 Benjamin Kayser, 17 Nicolas Mas, 18 Romain Millo-Chluski, 19 Louis Picamoles, 20 Morgan Parra, 21 Benoît Baby, 22 Cédric Heymans
  - Entraîneur : Marc Lièvremont

### Italie-Irlande
Résultat
| Équipes            | Italie - Irlande |
| Score              | 9 - 38 (9-14) |
| Date               | 15 février 2009 |
| Stade              | Stade Flaminio, Rome |
| Arbitre            | Chris White |
| Évolution du score | 3-0, 6-0, 6-7, 9-7, 9-14, 9-21, 9-24, 9-31, 9-38 |
| Italie             | 3 pénalités de L.McLean (4e, 15e, 23e) |
| Irlande            | 5 essais de T.Bowe (18e), L.Fitzgerald (40e, 75e), D.Wallace (46e), B.O'Driscoll (77e) 5 transformations de R.O'Gara (19e, 47e, 76e, 78e), R.Kearney (40e) 1 pénalité de R.O'Gara (49e) |

Résumé
En début de match les Italiens jouent à 14, Andrea Masi recevant un carton jaune pour une cravate sur Rob Kearney, l'arrière irlandais lancé à pleine vitesse. L'Italie mène cependant par 6-0 grâce à deux pénalités réussies par Luke McLean. L'Irlande revient au score avec un essai en contre de Tommy Bowe (6-7). Après une nouvelle pénalité de McLean et alors que les deux équipes jouent à quatorze à la suite d'un carton pour O'Gara à la suite d'un plaquage sans le ballon, et un autre pour Perugini, pour être venu sur le côté lors d'un ruck, Luke Fitzgerald marque un 2e essai pour l'Irlande. L'essai est transformé par Rob Kearney, le buteur habituel Ronan O'Gara étant donc exclu temporairement. L'Irlande mène à la mi-temps par 14 à 9.
Les Irlandais se détachent en début de 2e mi-temps avec un essai de David Wallace, transformé par Ronan O'Gara, et une pénalité de ce même O'Gara. Sur une touche jouée rapidement avec Murphy, Luke Fitzgerald marque le 4e essai irlandais, avec la transformation de Ronan O'Gara le score est de 31 à 9 pour l'Irlande. Brian O'Driscoll aggrave le score en marquant un essai sur interception, O'Gara transforme. Le score final est de 38 à 9 pour l'Irlande.
Composition des équipes
- Italie
  - Titulaires : 15 Andrea Masi, 14 Kaine Robertson, 13 Gonzalo Canale, 12 Mirco Bergamasco, 11 Matteo Pratichetti, 10 Luke McLean, 9 Paul Griffen; 8 Sergio Parisse (cap.), 7 Mauro Bergamasco, 6 Alessandro Zanni, 5 Tommaso Reato, 4 Santiago Dellapè, 3 Martin Castrogiovanni, 2 Fabio Ongaro, 1 Salvatore Perugini.
  - Remplaçants : 16 Carlo Festuccia, 17 Carlos Nieto, 18 Carlo Antonio Del Fava, 19 Josh Sole, 20 Giulio Toniolatti, 21 Gonzalo García, 22 Andrea Bacchetti.
  - Entraîneur : Nick Mallett
- Irlande
  - Titulaires : 15 Rob Kearney, 14 Tommy Bowe, 13 Brian O'Driscoll (cap.), 12 Paddy Wallace, 11 Luke Fitzgerald, 10 Ronan O'Gara, 9 Tomas O'Leary, 8 Jamie Heaslip, 7 David Wallace, 6 Stephen Ferris, 5 Paul O'Connell, 4 Donncha O'Callaghan, 3 John Hayes, 2 Jerry Flannery, 1 Marcus Horan.
  - Remplaçants : 16 Rory Best, 17 Tom Court, 18 Malcolm O'Kelly, 19 Denis Leamy, 20 Peter Stringer, 21 Gordon D'Arcy, 22 Geordan Murphy
  - Entraîneur : Declan Kidney

### Irlande-Angleterre
Résultat
| Équipes            | Irlande - Angleterre                                                                                         |
| Score              | 14 - 13 (3-3)                                                                                                |
| Date               | 28 février 2009                                                                                              |
| Stade              | Croke Park, Dublin                                                                                           |
| Arbitre            | Craig Joubert                                                                                                |
| Évolution du score | 3-0, 3-3, 6-3, 11-3, 11-6, 14-6, 14-13                                                                       |
| Irlande            | 1 essai de B.O'Driscoll (57e) 2 pénalités de O'Gara (29e, 71e) 1 drop de B.O'Driscoll (45e)                  |
| Angleterre         | 1 essai de D.Armitage (78e) 1 transformation de A.Goode (79e) 2 pénalités de T.Flood (37e), D.Armitage (65e) |

Résumé
L'équipe d'Irlande est la même que celle qui a commencé les deux premières rencontres du Tournoi.
Au cours de la 1re mi-temps les défenses prennent l'avantage sur les attaques, et le score n'est ouvert qu'à la 29e par une pénalité de Ronan O'Gara (3-0). L'ouvreur anglais Toby Flood égalise à la 37e en marquant une pénalité (3-3), c'est le score à la mi-temps.
Les Irlandais se détachent en 2e mi-temps par un drop et un essai de Brian O'Driscoll alors que les Anglais évoluaient à 14 (11-3). Les Anglais réduisent la marque par une pénalité de Delon Armitage à la 65e (11-6) mais Ronan O'Gara réplique par une autre pénalité à la 71e (14-6). En fin de match Delon Armitage marque un essai pour l'Angleterre à la suite d'un jeu au pied par Andy Goode qui avait remplacé Toby Flood. Andy Goode réussit la transformation, le score est alors de 14 à 13 pour l'Irlande, c'est aussi le score final.
Composition des équipes
- Irlande
  - Titulaires : 15 Rob Kearney, 14 Tommy Bowe, 13 Brian O'Driscoll (cap.), 12 Paddy Wallace, 11 Luke Fitzgerald, 10 Ronan O'Gara, 9 Tomas O'Leary, 8 Jamie Heaslip, 7 David Wallace, 6 Stephen Ferris, 5 Paul O'Connell, 4 Donncha O'Callaghan, 3 John Hayes, 2 Jerry Flannery, 1 Marcus Horan.
  - Remplaçants : 16 Rory Best, 17 Tom Court, 18 Malcolm O'Kelly, 19 Denis Leamy, 20 Peter Stringer, 21 Gordon D'Arcy, 22 Geordan Murphy
  - Entraîneur : Declan Kidney
- Angleterre
  - Titulaires : 15 Delon Armitage, 14 Paul Sackey, 13 Mike Tindall, 12 Riki Flutey, 11 Mark Cueto, 10 Toby Flood, 9 Harry Ellis, 8 Nick Easter, 7 Joe Worsley, 6 James Haskell, 5 Nick Kennedy, 4 Steve Borthwick (cap.), 3 Phil Vickery, 2 Lee Mears, 1 Andrew Sheridan.
  - Remplaçants : 16 Dylan Hartley, 17 Julian White, 18 Tom Croft, 19 Luke Narraway, 20 Danny Care, 21 Andy Goode, 22 Mathew Tait.
  - Entraîneur : Martin Johnson

### Écosse-Irlande
Résultat
| Équipes            | Écosse - Irlande |
| Score              | 15 - 22 (12-9) |
| Date               | 14 mars 2009 |
| Stade              | Murrayfield Stadium, Édimbourg |
| Arbitre            | Jonathan Kaplan |
| Évolution du score | 3-0, 3-3, 6-3, 9-3, 9-6, 12-6, 12-9, 12-16, 12-19, 15-19, 15-22                                                                     |
| Écosse             | 5 pénalités de C.Paterson (6e, 14e, 21e, 32e, 61e)                                                                                  |
| Irlande            | 1 essai de J.Heaslip (50e) 1 transformation de R.O'Gara (51e) 4 pénalités de R.O'Gara (11e, 27e, 34e, 71e) 1 drop de R.O'Gara (56e) |

Résumé
Tous les points de la 1re mi-temps sont marqués sur des pénalités réussies, quatre pour l'Écossais Chris Paterson contre trois pour l'Irlandais Ronan O'Gara (12-9). La meilleure action de cette mi-temps revient à Thom Evans qui perce la défense irlandaise à la 39e mais échoue près de la ligne d'en-but.
Les Irlandais dominent la seconde mi-temps, ils marquent le seul essai du match à la 50e par Jamie Heaslip à la suite d'une percée de Peter Stringer. Jamie Heaslip était etré en cours de jeu pour remplacer Denis Leamy qui était blessé. La transformation de Ronan O'Gara porte le score à 12-16. O'Gara augmente l'avantage des Irlandais en marquant un drop à la 56e (12-19). La 5e pénalité réussie par Chris Paterson est compensée par celle de O'Gara à la 71e, de sorte que l'Irlande s'impose sur le score de 22 à 15 et reste invaincue dans le Tournoi. La victoire du Tournoi et un grand chelem éventuel pour l'Irlande se joueront lors de la 5e journée entre l'Irlande et le Pays de Galles.
Composition des équipes
- Écosse
  - Titulaires : 15 Chris Paterson, 14 Simon Danielli, 13 Max Evans,12 Graeme Morrison, 11 Thom Evans, 10 Phil Godman, 9 Mike Blair (cap.), 8 Simon Taylor, 7 John Barclay, 6 Alasdair Strokosch, 5 Jim Hamilton, 4 Jason White, 3 Euan Murray, 2 Ross Ford, 1 Alasdair Dickinson.
  - Remplaçants : 16 Dougie Hall, 17 Moray Low, 18 Nathan Hines, 19 Scott Gray, 20 Chris Cusiter, 21 Nick De Luca, 22 Hugo Southwell.
  - Entraîneur : Frank Hadden
- Irlande
  - Titulaires : 15 Rob Kearney, 14 Tommy Bowe, 13 Brian O'Driscoll (cap.), 12 Gordon D'Arcy, 11 Luke Fitzgerald, 10 Ronan O'Gara, 9 Peter Stringer, 8 David Wallace, 7 Denis Leamy, 6 Stephen Ferris, 5 Paul O'Connell, 4 Donncha O'Callaghan, 3 John Hayes, 2 Rory Best, 1 Marcus Horan.
  - Remplaçants : 16 Jerry Flannery, 17 Tom Court, 18 Mick O'Driscoll, 19 Jamie Heaslip, 20 Tomas O'Leary, 21 Paddy Wallace, 22 Geordan Murphy
  - Entraîneur : Declan Kidney

### Pays de Galles-Irlande
Résultat
| Équipes            | Pays de Galles - Irlande                                                                                         |
| Score              | 15 - 17 (6-0) |
| Date               | 21 mars 2009 |
| Stade              | Millennium Stadium, Cardiff                                                                                      |
| Arbitre            | Wayne Barnes |
| Évolution du score | 3-0, 6-0, 6-7, 6-14, 9-14, 12-14, 15-14, 15-17                                                                   |
| Galles             | 4 pénalités de S.Jones (36e, 40e, 52e, 57e) 1 drop de S.Jones (75e)                                              |
| Irlande            | 2 essais de B.O'Driscoll (43e) et T.Bowe (46e) 2 transformations de R.O'Gara (45e, 47e) 1 drop de R.O'Gara (80e) |

Résumé
Avant ce match les Irlandais sont en tête du classement avec deux points d'avance sur les Gallois et un avantage de 25 points à la différence de points. Ce match est donc décisif pour la victoire dans le Tournoi. Les Gallois doivent gagner la match avec un écart de 13 points pour espérer remporter ce tournoi 2009. L'Irlande peut remporter le tournoi et le Grand Chelem qu'elle n'a obtenu qu'une seule fois en 1948, il y a soixante-et-un ans ! 15 000 supporters irlandais ont fait le déplacement et notamment Jack Kyle, Bertie O'Hanlon, victorieux en 1948. Le match est intense et équilibré. Les Irlandais dominent en touche et prennent l'avantage par deux essais de Tommy Bowe et Brian O'Driscoll. Les Gallois réagissent par des points au pied de Stephen Jones, pour revenir de 6-14 et prendre la tête au score 15-14 sur un ultime drop à cinq minutes de la fin. Mais les Irlandais, qui depuis dix ans, laissent toujours échapper le titre et le Grand Chelem, réussissent à marquer sur un temps fort. Stephen Jones trouve une touche directe après qu'un coéquipier lui ait fait une passe dans ses vingt-deux mètres. Les Irlandais ont le lancer en touche, conservent la balle et enchaînent des mouvements des avants pour mettre Ronan O'Gara, en position de drop à vingt mètres et en face des poteaux. Le drop passe ! A la dernière minute, Stephen Jones tente et manque une pénalité de près de cinquante mètres. C'est la victoire et le Grand Chelem pour Brian O'Driscoll, Paul O'Connell, et leurs coéquipiers.
Composition des équipes
- Pays de Galles[9]
  - Titulaires : 15 Lee Byrne, 14 Mark Jones, 13 Tom Shanklin, 12 Gavin Henson, 11 Shane Williams, 10 Stephen Jones, 9 Michael Phillips, 8 Andy Powell, 7 Martyn Williams, 6 Ryan Jones (cap.), 5 Alun-Wyn Jones, 4 Ian Gough, 3 Adam Jones, 2 Matthew Rees, 1 Gethin Jenkins.
  - Remplaçants : 16 Huw Bennett, 17 John Yapp, 18 Luke Charteris, 19 Dafydd Jones, 20 Warren Fury, 21 James Hook, 22 Jamie Roberts.
  - Entraîneur : Warren Gatland
- Irlande[10]
  - Titulaires : 15 Rob Kearney, 14 Tommy Bowe, 13 Brian O'Driscoll (cap.), 12 Gordon D'Arcy, 11 Luke Fitzgerald, 10 Ronan O'Gara, 9 Tomas O'Leary, 8 Jamie Heaslip, 7 David Wallace, 6 Stephen Ferris, 5 Paul O'Connell, 4 Donncha O'Callaghan, 3 John Hayes, 2 Jerry Flannery, 1 Marcus Horan
  - Remplaçants : 16 Rory Best, 17 Tom Court, 18 Mick O'Driscoll, 19 Denis Leamy, 20 Peter Stringer, 21 Paddy Wallace, 22 Geordan Murphy
  - Entraîneur : Declan Kidney

## Classement
| Rang | Nation             | J | V | N | D | Pm  | Pe  | Diff | Pts |
| ---- | ------------------ | - | - | - | - | --- | --- | ---- | --- |
| 1    | Irlande            | 5 | 5 | 0 | 0 | 121 | 73  | +48  | 10  |
| 2    | Angleterre         | 5 | 3 | 0 | 2 | 124 | 70  | +54  | 6   |
| 3    | France             | 5 | 3 | 0 | 2 | 124 | 101 | +23  | 6   |
| 4    | Pays de Galles (T) | 5 | 3 | 0 | 2 | 100 | 81  | +19  | 6   |
| 5    | Écosse             | 5 | 1 | 0 | 4 | 79  | 102 | -23  | 2   |
| 6    | Italie             | 5 | 0 | 0 | 5 | 49  | 170 | -121 | 0   |

|  | Vainqueur du tournoi (no 1). |
|  | V, victoires ; N, match nuls ; D, défaites ; PM, points marqués ; PE, points encaissés ; Diff, différence de points ; T, tenant du titre. |

Attribution des points : Deux points sont attribués pour une victoire, un point pour un match nul, aucun point en cas de défaite.
Règles de classement : 1. point ; 2. différence de points de matchs ; 3. nombre d'essais marqués ; 4. titre partagé.

## Statistiques individuelles

### Meilleurs marqueurs d'essais
| Rang | Joueur           | Équipe  | Essais |
| ---- | ---------------- | ------- | ------ |
| 1    | Brian O'Driscoll | Irlande | 4      |
| 2    | Tommy Bowe       | Irlande | 2      |
| -    | Luke Fitzgerald  | Irlande | 2      |
| -    | Jamie Heaslip    | Irlande | 2      |
| 5    | Gordon D'Arcy    | Irlande | 1      |
| -    | David Wallace    | Irlande | 1      |

### Meilleurs marqueurs de points
| Rang | Joueur           | Équipe  | Points | Essais | Transf. | Pén. | Drops |
| ---- | ---------------- | ------- | ------ | ------ | ------- | ---- | ----- |
| 1    | Ronan O'Gara     | Irlande | 56     | 0      | 10      | 10   | 2     |
| 2    | Brian O'Driscoll | Irlande | 23     | 4      | 0       | 0    | 1     |
| 3    | Tommy Bowe       | Irlande | 10     | 2      | 0       | 0    | 0     |
| -    | Luke Fitzgerald  | Irlande | 10     | 2      | 0       | 0    | 0     |
| -    | Jamie Heaslip    | Irlande | 10     | 2      | 0       | 0    | 0     |
| 6    | Gordon D'Arcy    | Irlande | 5      | 1      | 0       | 0    | 0     |
| -    | David Wallace    | Irlande | 5      | 1      | 0       | 0    | 0     |
| 8    | Rob Kearney      | Irlande | 2      | 0      | 1       | 0    | 0     |